# Přehláska
Přehláska je jazykový jev, při němž dojde ke změně samohlásky (vokálu) vlivem přilehlé hlásky. Jedná se o asimilační proces, pří němž se jedna hláska přizpůsobuje druhé.

## I přehláska
V užším smyslu slova se přehláska vztahuje na hláskové změny v germánských jazycích způsobené hláskou i popř. j v následující slabice, což je známo například z výuky německého jazyka; ovšem dnes již ani i ani j často není patrné. Pro znázornění tohoto jazykového vývoje si lze vzít příklad ze staré horní němčiny:
gast 'host' → gestir 'hosté'.
Skrze i v druhé slabice se z původního a v předchozí kmenové slabice stalo e. Díky redukci vokálů v nepřízvučných slabikách, která je vlastní všem germánským jazykům, dnes již netušíme, že tam někdy bylo i: Gast → Gäste. Písmena ä, ö, ü jsou novější, objevila se teprve později.
Všude tam, kde se dnes nacházejí písmena ä, ö, ü lze tedy předpokládat, že v následující slabice bylo i či j. Totéž platí i o ostatních germánských jazycích. Vezměme slova pro noha a zub:
- něm.: Fuß → Füße, Zahn → Zähne;
- no.: fot → føtter, tann → tenner;
- dán.: fod → fødder, tand → tænder;
- šv.: fot → fötter, tand → tänder;
- angl.: foot → feet, tooth → teeth.

Je tu vidět, že angličtina nejenom ztratila původní plurálové koncovky, ale také zúžila původní hlásky [æ], [ø] a [y] v [i:].

## Vokálová harmonie
Jako přehlásku v širším smyslu slova lze označovat i další vokální změny způsobené okolními hláskami. Vokálová harmonie znamená, že jen určité samohlásky mohou stát v následujících slabikách po dané samohlásce. Znázorňují to dobře aglutinační jazyky, kde se místo předložek většinou používají koncovky. Tyto koncovky jsou u každého substantiva tytéž, podléhají však pravidlům vokálové harmonie, čili vokály v koncovce se řídí kmenovým vokálem. Vezměme např. finštinu:
- talo 'dům' – talossa 'v domě',
- metsä 'les' – metsässä 'v lese',
- meri 'moře' – meressä 'v moři'.

## Přehláska včeštině
Změny vokálů způsobené okolními hláskami se vyskytují i ve slovanských jazycích. V polštině například existuje slovo miasto ('město'), které v šestém pádě vypadá takto: w mieście. Díváme-li se do starých českých gramatik, dozvíme se, že tomu tak bývalo i v češtině, než došlo k sjednocení mnohého paradigmatu.
Zdaleka ne vše bylo však analogicky přizpůsobeno. Do dnešního dne se čeština vyznačuje svévolným vokalickým systémem. Na mnoha místech, kde ostatní slovanské jazyky mají plné vokály a a u, má čeština e a i, a to vesměs po měkkých souhláskách a j. Stačí to porovnat se slovenštinou, která si zachovala původní vokalismus. Např.:
- č. jih = slov. juh,
- č. muže (gen. od muž) = slov. muža,
- č. stroji (dat. od stroj) = slov. stroju,
- č. klíč = slov. kľúč,
- č. jev = slov. jav.

Příklad klíč zřetelně znázorňuje, že i čeština kdysi měla měkké l. Změkčení souhlásek je vidět nejlépe ve skloňování, kde měkké souhlásky způsobují přehlásku vokálů a, o a u v e a i, čímž vznikly i nové skloňovací i časovací vzory, např. město, ve městě, břicho a v břiše apod.

## Zápis přehlásek
V češtině proběhly přehláskové změny úplně a v době před kodifikací pravopisu a tak mají české přehlásky standardní zápis českou abecedou.
Oproti tomu cizí přehlásky, zejména germánské, originálně vyznačené diakritikou, tedy znaky, které nejsou v české abecedě, se zapisují buď znaky bez diakritiky (zpravidla podle nejbližší výslovnosti, např. z „Böhm“ na „Bém“) anebo – častěji – se zachováním diakritiky, zejména u německých jmen s dvojtečkou nad písmenem (König, Böhm, Bürger, Lübeck).